# نوري ديفيدسون
نوري ديفيدسون (بالإنجليزية: Norrie Davidson)‏ (25 أكتوبر 1934 في المملكة المتحدة - نوفمبر 2022) هو لاعب كرة قدم اسكتلندي في مركز الهجوم. لعب مع دندي يونايتد ونادي أبردين ونادي بارتيك ثيسل ونادي سانت ميرين ونادي مارغيت وهارت أوف ميدلوثيان.

## وصلات خارجية
- نوري ديفيدسون على موقع قاعدة بيانات كرة القدم.إي يو (الإنجليزية)